# Michael Stuckmann
Michael Stuckmann (* 1. September 1979 in Bochum) ist ein ehemaliger deutscher Fußballspieler und heute im Bereich Sportmanagement tätig.

## Laufbahn
In der Jugend spielte Stuckmann beim DJK Rot-Weiß Markania Bochum und beim VfL Bochum. 1998 wechselte er aus der A-Jugend des VfL Bochum zur SG Wattenscheid 09, bei der er in seiner ersten Saison zu vier Einsätzen in der 2. Bundesliga kam. Stuckmann nahm an der 12. FIFA Junioren-Fußballweltmeisterschaft (offiziell: 10th FIFA World Youth Championship), die vom 3. bis zum 24. April 1999 in Nigeria stattfand, teil. 2004 wechselte er zum Wuppertaler SV Borussia und schaffte mit dem WSV 2008 die Qualifikation zur 3. Liga. Zum . Juli 2009 wechselte er in die Schweizer Challenge League zum FC Vaduz und hatte dort die Kapitänsfunktion inne.
Zur Saison 2010/11 wechselte Michael Stuckmann in die Regionalliga West zur U23 von Borussia Mönchengladbach, bei der er einen Zweijahresvertrag bis 2012 unterschrieb. Im Frühjahr 2012 beendete er seine aktive Karriere und übernahm bis Saisonende den Trainerposten des abstiegsbedrohten Landesligisten FC 96 Recklinghausen.
Der gelernte Industriekaufmann machte neben dem Fußball seine Trainerscheine (A-Lizenz Inhaber) sowie eine Fortbildung zum Sportfachwirt und ist heute Inhaber der Spielerberatung TPWE GmbH mit Sitz in Unna.
Michael Stuckmann ist verheiratet und hat eine Tochter.

## Statistik
- 2. Bundesliga:

SG Wattenscheid 09: 4 Spiele
- 3. Liga:

Wuppertaler SV: 34 Spiele (3 Tore)
- Regionalliga Nord (2000–2008):

SG Wattenscheid 09: 116 Spiele (7 Tore)
Wuppertaler SV: 134 Spiele (6 Tore)
- DFB-Pokal

Wuppertaler SV: 3 Spiele
SG Wattenscheid 09: 1 Spiel